# George Parker Bidder

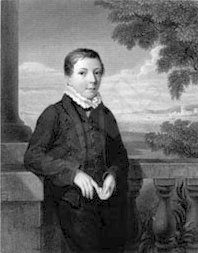
Retrato de George Parker Bidder cuando era un "niño calculador"

George Parker Bidder (13 de junio de 1806 - 20 de septiembre de 1878) fue un ingeniero inglés, conocido desde su infancia como un prodigioso calculista mental.

## Primeros años
Nacido en la ciudad de Moretonhampstead, Devon, Inglaterra, mostró una habilidad natural para el cálculo desde una edad temprana. En la infancia, su padre, William Bidder, un cantero, lo exhibió como un "niño calculador", primero en ferias locales hasta los seis años, y luego por todo el país. De esta manera su talento se convirtió en un provechoso beneficio, pero su educación general quedó en peligro de ser completamente descuidada.
Sin embargo, muchos de los que lo vieron se interesaron por su educación, siendo un ejemplo notable Sir John Herschel, quien logró que George pudiera ser enviado a la escuela en Camberwell. Allí no permaneció mucho tiempo debido a que su padre deseaba exhibirlo de nuevo, pero finalmente pudo asistir a clases en la Universidad de Edimburgo, en gran parte gracias a la amabilidad de Sir Henry Jardine, a quien posteriormente mostró su gratitud al fundar la "Beca Jardine" en la universidad.

## Carrera
Al salir de la universidad en 1824, George obtuvo un puesto en la Oficina Cartográfica del Reino Unido, pero gradualmente se dedicó a trabajos de ingeniería. En 1834, Robert Stephenson, a quien conoció en Edimburgo, le ofreció un puesto en el Ferrocarril de Londres y Birmingham, y en los años siguientes comenzó a ayudar a George Stephenson en su trabajo parlamentario, que en ese momento incluía la aprobación de los planes para construir los ferrocarriles entre Londres y Brighton y entre Mánchester y Rugby a través de Potteries. De esta manera se introdujo en la ingeniería y en la práctica parlamentaria durante un período de gran actividad, en el que se establecieron las principales características y principios que han regido desde entonces la construcción de los ferrocarriles ingleses.
Ha sido elogiado como el mejor compareciente que jamás haya entrado en una sala de un comité. Descubría rápidamente y se aprovechaba de los puntos débiles de sus oponentes, y su capacidad de cálculo mental con frecuencia le resultó muy útil, como cuando, por ejemplo, una mirada aparentemente casual a los planos de un ferrocarril le permitió señalar errores en los datos de ingeniería que fueron suficientes para asegurar el rechazo de la solución a la que se oponía. En consecuencia, apenas hubo una propuesta de ingeniería de importancia presentada ante el Parlamento en relación con la que sus servicios no estuvieran asegurados por una u otra parte.

### Ingeniería ferroviaria
En el aspecto constructivo de su profesión, también estaba muy ocupado. En 1837 se comprometió con R. Stephenson en la construcción del Ferrocarril de Blackwall, y fue él quien diseñó el peculiar método de desconectar un vagón en cada estación mientras el resto del tren seguía sin detenerse, método que se empleó en los primeros días de esa línea cuando se trabajaba mediante un cable. Otra serie de ferrocarriles con los que tuvo mucho que ver fueron los de los condados orientales, que luego se convirtieron en el sistema del Great Eastern.
También asesoró en la construcción de los ferrocarriles belgas; y junto con R. Stephenson construyó el primer ferrocarril en Noruega, de Christiania a Eidsvoll. Ejerció como ingeniero en jefe de los ferrocarriles daneses y estaba muy interesado en los ferrocarriles de la India, donde se opuso enérgica y exitosamente a la adopción de distintos anchos de vía en las rutas.

### Institución de ingenieros civiles
Aunque a veces hablaba de sí mismo como un mero "ingeniero ferroviario", en realidad era mucho más; dado que no había ninguna rama de la ingeniería en la que no se interesara, como lo demuestra la asiduidad con la que durante medio siglo asistió a las reuniones semanales de la Institución de Ingenieros Civiles, de la que fue elegido presidente en 1860.

### Introducción del telégrafo eléctrico
Fue "uno de los primeros en reconocer el valor del telégrafo eléctrico". Ese invento estaba en sus comienzos cuando, en 1837, junto con R. Stephenson, recomendó su introducción en una parte de las líneas del Ferrocarril de Londres & Birmingham y en la línea de Blackwall, mientras que tres años más tarde aconsejó que se adoptara para facilitar la explotación de la vía única entre Norwich y Yarmouth. También fue uno de los fundadores de la Electric Telegraph Company, que permitió al público en general disfrutar de los beneficios de la comunicación telegráfica.

### Muelle Royal Victoria
En ingeniería hidráulica, fue el diseñador del Muelle Royal Victoria (Londres), siendo responsable no solo de su construcción, sino también de lo que fue considerado por algunas personas en ese momento como la disparatada idea de utilizar las marismas de Essex para alojar en ellas un muelle a gran escala. El gobierno buscaba con frecuencia su consejo en aspectos tanto de ingeniería naval como militar.

### Arrastreros de vapor
Bidder también investigó la viabilidad de los buques de pesca arrastreros de vapor junto con Samuel Lake, también de Dartmouth, demostrando que podían ser un éxito técnico, aunque en ese momento no eran económicamente viables.

## Muerte
Bidder murió en su residencia de Ravensbury Dartmouth, Devon, a la edad de 72 años, el 20 de septiembre de 1878 y fue enterrado en Stoke Fleming, en la iglesia de St Peters.

## Familia
Su hermana Ann (fallecida en 1844) estaba casada con el pintor Jacob Thompson. Su hijo, George Parker Bidder Jr. (1836-1896), que heredó gran parte de la facilidad para el cálculo de su padre, fue un exitoso abogado parlamentario y una autoridad en criptografía. Su nieto, también llamado George Parker Bidder, se convirtió en biólogo marino y presidente de la Asociación de Biología Marina del Reino Unido de 1939 a 1945.

## Reconocimientos póstumos
- Ocupó el segundo lugar en un libro sobre Las grandes calculadoras mentales, justo detrás de Jacques Inaudi.